# Мајдево (Лепосавић)
Мајдево је насеље у општини Лепосавић на Косову и Метохији. Површина катастарске општине Мајдево где је атар насеља износи 2.226 ha. Припада месној заједници Лепосавић. Село се налази 5 kmсеверно од Лепосавића на југозападним падинама Копаоника, са леве стране Тврђанске реке која је десна притока реке Ибра. Назив села потиче од турске речи мајдан која означава рудник или каменолом где се некада вадио камен. Под данашњим именом село се помиње тек у XVIII веку у турском попису села која су припадала новопазарској нахији под Смаил-пашом (1711. године).

## Демографија
- попис становништва 1948: 125
- попис становништва 1953: 139
- попис становништва 1961: 146
- попис становништва 1971: 100
- попис становништва 1981: 73
- попис становништва 1991: 48

У насељу 2004. године живи 35 становника. Родови који живе у овом селу су : Антонијевићи, Јовановићи, Владисављевићи, Милановићи.